# Kær (Als)
 For alternative betydninger, se Kær. (Se også artikler, som begynder med Kær)
Kær er en landsby på Als med 300 indbyggere  (2024). Kær er beliggende på Kær Halvø, to kilometer nord for Sønderborg og tre kilometer syd for Sønderborg Lufthavn. Byen tilhører Ulkebøl Sogn, Sønderborg Kommune og er beliggende i Region Syddanmark.
Kær by er en typisk vejforteby, hvor de gamle huse og gårde ligger på nordsiden af den 2 km lange byvej. I nutiden er der også bebyggelse på sydsiden. Den østlige del af landsbyen, Ormstoft, har udviklet sig med flere smalle veje og nye huse.
Den lille bebyggelse Honninghul ligger som en lille enklave for sig selv et stykke nede i Kær Vig dalen i den vestlige ende af bygaden, i nærheden af Hestehave og den tidligere husmandskoloni Statshusmandskoloni Rønhave. I Honninghul har der tidligere ligget nogle inderste ejendomme og et lille fiskerleje. Navnet kommer af at indsidderne og fiskerne havde mange bier. I nutiden er Honninghul et attraktivt område med bådehuse og en badebro.

## Historie
Landsbyen Kær nævnes første gang 1589 i et kirkeregnskab, og er sandsynligvis en udflytter-by fra Ulkebøl. I 1649 hed landsbyen Kehr, derefter Keer og Kier. Navnet Kær kommer sandsynligvis fra, at det har været et bevokset og moseagtig område.
Her lå oprindeligt 18 gårde. 1793 blev seks gårde udflyttet. To blev flyttet til Vestermark. Løkkegaard, som blev overtaget af militæret, og Lindegaard, som er nedrevet. Fire blev flyttet til Midtborrevej, der endte i Kærvej. Det var Ellegaard, Elholm, Stensgaard og Stødager, som alle er fjernet.
De mange mindestene i Kær fortæller om de voldsomme kampe under Slaget om Als den 29. juni 1864.